# Île Lateiki
L'île Lateiki, est un îlot volcanique aux Tonga, situé dans l'arc volcanique qui marque la jonction entre la plaque des Tongas et celle des Kermadec.
L'île se forme en 2019 à la suite d'une éruption volcanique du Métis Shoal et disparait à cause de l'érosion à la mi-janvier 2020

## Géographie
A la fin de l'éruption ayant créé l'île en octobre 2019, celle-ci mesurait 100 mètres de large et 400 de large . Le volcan ayant produit cette l'île se trouve à 120 mètres à l'Est et fait partie du Metis Shoal.